# Grigor Sjuni
Grigor Sjuni (armenisch Գրիգոր Սյունի, russisch Григор Сюни, ist das Pseudonym von Grigor Mirsajan armenisch Գրիգոր Միրզայան, russisch Григор Мирзаян; * 10. Septemberjul. / 22. September 1876greg. in Kedabek, Rajon Gədəbəy; † 18. Dezember 1939 in Philadelphia) war ein armenisch-russischen Komponisten.

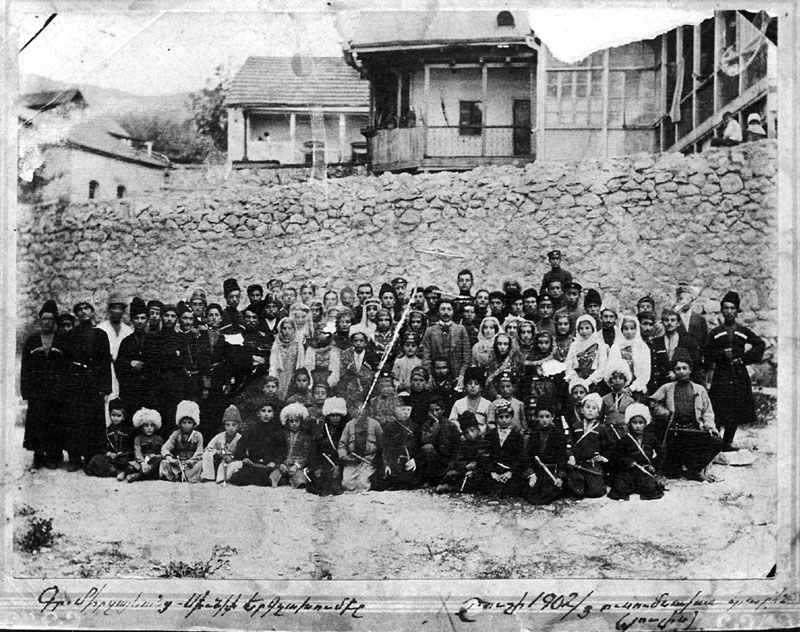
Grigor Sjuni mit seinem Chor in Schuschi

## Leben
Sjuni entstammte einer Melik-Familie der armenischen Provinz Sjunik. Sein Vater Howhannes Warandez war Sänger und Miniaturmaler. Sein Großvater Melik Howhannes Mirsabekjan war ein bekannter Aschug, während seine Großmutter Maschinka Russin war. Der Urgroßvater Melik Howhannes Mirsa war Aschug am Hofe Fath Ali Schahs. 1878 zog die Familie in die damalige Hauptstadt von Bergkarabach Schuschi um. 1883 starb sein Vater nach einem Sturz vom Pferd. Im gleichen Jahr begann Sjunis Schulbesuch in der armenischen Pfarrschule, die aber ein Jahr später wie alle armenischen Gemeindeschulen nach einem Ukas Alexanders III. geschlossen wurde. 
Sjuni erlernte das armenische Musiknotensystem und seine musikalische Begabung wurde bald bemerkt. Als Fünfzehnjähriger wurde er in das Geworkjan-Seminar in Etschmiadsin aufgenommen. Dort studierte er zusammen mit Komitas Vardapet, mit dem er später eng zusammenarbeitete. Gleichzeitig nahm er Privatunterricht in Tiflis bei Makar Jekmaljan und begann, Volksmelodien zu sammeln. Nach dem Abschluss des Seminarstudiums 1895 kehrte er nach Schuschi zurück und gründete dort einen Chor.
Bereits im Herbst 1895 ging Sjuni nach Sankt Petersburg, um am Sankt Petersburger Konservatorium bei Nikolai Andrejewitsch Rimski-Korsakow, Alexander Konstantinowitsch Glasunow und Anatoli Konstantinowitsch Ljadow zu studieren. Er schuf das Musikdrama Bab in russischer Sprache nach Isabella Arkadjewna Grinewskajas Bühnenwerk Bab, das dem Religionsstifter Bab gewidmet war. Dieses Musikdrama brachte ihm 1902 zwar den ersten Preis ein, aber danach wurde es konfisziert. 1904 verließ er das Konservatorium.
Ab 1905 lehrte Sjuni an der Nerssissjan-Schule in Tiflis. Er wurde Mitglied der Armenischen Revolutionären Föderation, für die er Märsche und patriotische Lieder schrieb. 1908 begab er sich aus Furcht vor Repressalien der Regierung in die Türkei. Er unterrichtete in Trapezunt, Samsun und ab 1910 an der Sanassarjan-Schule in Erzurum. Nach Beginn des Ersten Weltkrieges flüchtete er mit der Familie zurück ins russische Kaiserreich nach Tiflis, wo er das Symphonieorchester leitete. Nach der Oktoberrevolution lud ihn 1919 die armenische Regierung ein, das im Aufbau befindliche Staatliche Konservatorium Jerewan zu leiten. Jedoch war es ihm nicht möglich, nach Jerewan durch das dazwischenliegende aserbaidschanische Gebiet zu reisen. Nach der Besetzung Georgiens durch die Bolschewiki drohten ihm als Mitglied der Armenischen Revolutionären Föderation Repressalien, so dass er 1922 nach Konstantinopel flüchtete. Sein Archiv hinterließ er seinem Freund und Nachbarn Howhannes Tumanjan, dessen Gedichte er vertont hatte. Nach dem Ende des türkischen Befreiungskrieges und dem Einmarsch der türkischen Truppen in Konstantinopel 1923 flüchtete Sjuni nun in die USA, wo er Kirchenchöre zunächst in Boston und dann in Philadelphia leitete. Er bemühte sich um Rückkehr nach Armenien und trat in die Kommunistische Partei ein, aber seine Kirchennähe und die frühere Mitgliedschaft in der Armenischen Revolutionären Föderation standen seinem Wunsch entgegen. Während Stalins Großem Terror 1937 kritisierte er Stalin.
Sjuni komponierte Lieder, Chorwerke, Opern sowie Orchester- und Kammermusikwerke entsprechend der klassischen Musiktradition mit Einflüssen der armenischen Volksmusik.
Sjunis Enkel ist der Historiker Ronald Grigor Suny.